# Subsecretaría de Vivienda y Urbanismo de Chile
La Subsecretaría de Vivienda y Urbanismo de Chile es la subsecretaría de Estado dependiente del Ministerio de Vivienda y Urbanismo. El subsecretario es el colaborador inmediato del ministro del ramo y su representante como autoridad superior del Servicio, y tiene entre sus funciones conocer y estudiar todos los asuntos, materias y problemas atinentes al Ministerio, proponer las políticas y supervigilar su cumplimiento. Desde el 1 de julio de 2023, la subsecretaria  es Gabriela Elgueta Poblete, actuando bajo el gobierno de Gabriel Boric.

## Estructura
La Subsecretaría de Vivienda y Urbanismo se compone por las siguientes entidades:
- Gabinete Subsecretaría
  - División Jurídica
  - División de Finanzas
  - División Administrativa
  - División Informática
  - División Técnica de Estudio y Fomento Habitacional
  - División de Desarrollo Urbano
  - División de Política Habitacional
- Contraloría Interna Ministerial
  - Departamento Auditoría Interna Ministerial
- Departamento de Comunicaciones
  - Centro de  Estudios de Ciudad y Territorio
- Oficina de Participación Ciudadana
  - Oficina de Atención Ciudadana (SIAC)
- Consejo Administrativo Servicio de Bienestar MINVU-SERVIU

## Subsecretarios
| Retrato | Subsecretario/a                   | Partido | Inicio                   | Final                    | Presidente                 |
| ------- | --------------------------------- | ------- | ------------------------ | ------------------------ | -------------------------- |
|         | José Eduardo Truyol Díaz          | PDC     | 16 de diciembre de 1965  | 1968                     | Eduardo Frei Montalva      |
|         | César Díaz-Muñoz Cormatches       | PDC     | 1968                     | 3 de noviembre de 1970   | Eduardo Frei Montalva      |
|         | Marcos Álvarez García             | PR      | 3 de noviembre de 1970   | 11 de septiembre de 1973 | Salvador Allende Gossens   |
|         | Sergio Rossel Cowper              | Ind.    | 12 de septiembre de 1973 | 1974                     | Augusto Pinochet Ugarte    |
|         | Gastón Etcheverry Orthous         | Ind.    | 1974                     | ¿?                       | Augusto Pinochet Ugarte    |
|         | Arthur Lyndon Clark Flores        | Militar | ¿?                       | 2 de marzo de 1983       | Augusto Pinochet Ugarte    |
|         | Sergio Bezanilla Ferrés           | Ind.    | 2 de marzo de 1983       | 31 de julio de 1983      | Augusto Pinochet Ugarte    |
|         | Miguel Ángel Poduje Sapiaín       | Ind.    | 31 de julio de 1983      | 2 de abril de 1984       | Augusto Pinochet Ugarte    |
|         | Luis Salas Romo                   | Ind.    | 24 de abril de 1984      | 11 de marzo de 1990      | Augusto Pinochet Ugarte    |
|         | Joan MacDonald Maier              | PDC     | 11 de marzo de 1990      | 11 de marzo de 1994      | Patricio Aylwin Azócar     |
|         | Sergio Galilea Ocón               | PPD     | 11 de marzo de 1994      | 1996                     | Eduardo Frei Ruiz-Tagle    |
|         | José Manuel Cortínez              | PPD     | 1996                     | 1997                     | Eduardo Frei Ruiz-Tagle    |
|         | Berta Angélica Belmar Ruiz        | PPD     | 3 de septiembre de 1997  | 11 de marzo de 2000      | Eduardo Frei Ruiz-Tagle    |
|         | Sonia Tschorne Berestesky         | PS      | 11 de marzo de 2000      | 29 de septiembre de 2004 | Ricardo Lagos Escobar      |
|         | Teresa Rey Carrasco               | PDC     | 6 de octubre de 2004     | 11 de marzo de 2006      | Ricardo Lagos Escobar      |
|         | Paulina Saball Astaburuaga        | Ind.    | 11 de marzo de 2006      | 11 de marzo de 2010      | Michelle Bachelet Jeria    |
|         | Andrés Iacobelli del Río          | Ind.    | 11 de marzo de 2010      | 29 de julio de 2011      | Sebastián Piñera Echenique |
|         | Juan Carlos Jobet Eluchans        | RN      | 29 de julio de 2011      | 12 de noviembre de 2012  | Sebastián Piñera Echenique |
|         | Francisco Irarrázaval Mena        | Ind.    | 12 de noviembre de 2012  | 11 de marzo de 2014      | Sebastián Piñera Echenique |
|         | Jaime Romero Álvarez              | PS      | 11 de marzo de 2014      | 26 de octubre de 2016    | Michelle Bachelet Jeria    |
|         | Iván Leonhardt Cárdenas           | PS      | 26 de octubre de 2016    | 11 de marzo de 2018      | Michelle Bachelet Jeria    |
|         | Guillermo Rolando Vicente         | Ind.    | 11 de marzo de 2018      | 11 de marzo de 2022      | Sebastián Piñera Echenique |
|         | Tatiana Rojas Leiva               | RD      | 11 de marzo de 2022      | 24 de junio de 2023      | Gabriel Boric Font         |
|         | Carlos Araya Salazar (subrogante) | Ind.    | 24 de junio de 2023      | 1 de julio de 2023       | Gabriel Boric Font         |
|         | Gabriela Elgueta Poblete          | Ind.    | 1 de julio de 2023       | En el cargo              | Gabriel Boric Font         |